# Zephyranthes cubensis
Zephyranthes cubensis là một loài thực vật có hoa trong họ Amaryllidaceae. Loài này được Urb. miêu tả khoa học đầu tiên năm 1907.